# Зарезница (река)
Зарезница — река в России, протекает по территории Псковского и Палкинского районов Псковской области. Устье реки находится в 20 км по левому берегу реки Многи. Длина реки — 18 км, площадь водосборного бассейна — 58 км².

## Данные водного реестра
По данным государственного водного реестра России относится к Балтийскому бассейновому округу, водохозяйственный участок реки — Великая. Относится к речному бассейну реки Нарва (российская часть бассейна).
Код объекта в государственном водном реестре — 01030000212102000029102.